# Olho Marinho
Pour les articles homonymes, voir Marinho.
Olho Marinho est une freguesia portugaise du district de Leiria située dans la sous-région de l’Ouest.
Avec une superficie de 18,32 km2 et une population de 1 258 habitants (2001), la paroisse possède une densité de 68,7 hab/km2.